# The Walking Dead: The Ones Who Live
The Walking Dead: The Ones Who Live é uma minissérie pós-apocalíptica norte-americana criada por Scott M. Gimple, Danai Gurira e Andrew Lincoln para a AMC. É ambientada após a conclusão da série original The Walking Dead, com Lincoln, Gurira e Pollyanna McIntosh reprisando seus papéis. The Ones Who Live é o sexto spin-off e a sétima série de televisão da franquia The Walking Dead.
A série limitada teve sua estreia nos Estados Unidos em 25 de fevereiro de 2024 na AMC e AMC+. No Brasil, estreou no catálogo do Prime Video em 19 de abril de 2024 e na AMC Brasil em 22 de abril do mesmo ano.

## Premissa
Uma história de amor de duas pessoas mantidas separadas por um poder imparável, tentando se encontrar.

## Elenco e personagens

### Principal
- Andrew Lincoln como Rick Grimes: Um ex-vice xerife do condado de King, Geórgia, ex-líder da Zona Segura de Alexandria e marido de Michonne, que foi dado como morto após os eventos de "What Comes After".
- Danai Gurira como Michonne Grimes: Uma guerreira habilidosa com espada katana, ex-chefe de segurança da Zona Segura de Alexandria e esposa de Rick, que deixou o grupo para procurar por ele após os eventos de "What We Become".
- Pollyanna McIntosh como Jadis Stokes / Anne: A oficial de ordem do CRM (República Cívica Militar) que levou Rick Grimes e desapareceu junto com ele no helicóptero do CRM em "What Comes After". McIntosh também apareceu na segunda temporada do spin-off The Walking Dead: World Beyond.

### Recorrente
- Terry O'Quinn como Johnathan Beale: O Major-general das Forças Armadas da República Cívica. Antes do apocalipse, ele era Ajudante Geral da Guarda Nacional da Pensilvânia.[1]
- Lesley-Ann Brandt como Pearl Thorne: amiga de Rick e sargento-mor de comando no CRM. Antes do apocalipse, ela era marinheira da Marinha Sul-Africana, servindo em submarinos.[5]

### Convidado
- Craig Tate como Donald Okafor: O Tenente Coronel das Forças Armadas da República Cívica que treina Rick e Thorne.
- Frankie Quiñones como Esteban Garcia: Amigo bem-humorado de Rick da República Cívica.
- Matthew August Jeffers como Nat: Um habilidoso engenheiro de uma caravana de sobreviventes que faz amizade com Michonne.[1]
- Breeda Wool como Aiden: Uma sobrevivente grávida e namorada de Bailey. Wool também apareceu em The Walking Dead.
- Andrew Bachelor como Bailey: O namorado de Aiden que Michonne salvou anteriormente dos caminhantes. Bachelor também apareceu em The Walking Dead.
- Erin Anderson como Elle: Irmã de Aiden e líder de uma grande caravana de sobreviventes nômades.
- Julian Cihi como Benjiro: Um artista da República Cívica que grava retratos de pessoas em TVs e telefones antigos, incluindo Michonne e Judith para Rick.
- Tessa Slovis como Cleo Clifton: Uma nova consignatária da República Cívica que trabalha com Michonne.
- Seth Gilliam como Gabriel Stokes: O respeitado padre da Zona Segura de Alexandria e ex-namorado de Jadis. Gilliam também apareceu em The Walking Dead.
- Ben Dickey como Red: O líder de um trio de sobreviventes desesperados que Rick e Michonne encontram em Yellowstone.
- Will Brill como Dalton: Irmão mais novo de Red.
- Han Van Sciver como Tina: Irmã mais nova de Red.
- Cailey Fleming como Judith Grimes: filha adotiva de Rick e Michonne. Fleming também apareceu em The Walking Dead.
- Antony Azor como Rick "R.J." Grimes Jr: filho de Rick e Michonne. Azor também apareceu em The Walking Dead.

## Episódios
| N.º na temp. | Título                           | Dirigido por          | Escrito por                                                                            | Exibição original       | Audiência (milhões) |
| --- | -------------------------------- | --------------------- | -------------------------------------------------------------------------------------- | ----------------------- | ------------------- |
| 1 | "Years" "(Anos)"                 | Bert & Bertie         | História de Scott M. Gimple, Danai Gurira & Andrew Lincoln. Roteiro de Scott M. Gimple | 25 de fevereiro de 2024 | 1.1                 |
| Cinco anos após ser levado pelo CRM (República Cívica Militar), Rick Grimes tentou escapar quatro vezes sem sucesso, incluindo enviar uma mensagem em uma garrafa para Michonne junto com seus pertences em uma ocasião e cortar a própria mão em outra. Rick é designado como consignatário, alguém que passa seis anos trabalhando nos arredores da Filadélfia – hoje República Cívica – antes de ser autorizado a entrar na cidade. Rick sonha com uma vida normal com Michonne e acaba aceitando uma oferta do Tenente Coronel Donald Okafor para ingressar no CRM como soldado. Okafor revela que ajudou o CRM, então a Guarda Nacional da Pensilvânia, a salvar a cidade de ser atacada com napalm às custas de sua própria esposa e tenta recrutar Rick e Pearl Thorne para seu plano de mudar o CRM por dentro. Depois de outra tentativa de fuga fracassada e da destruição de Omaha, Rick finalmente aceita sua nova vida e uma posição como comandante de uma base operacional avançada do CRM. Relembrando uma história de sua infância, Rick concorda em se juntar ao plano de Okafor pouco antes de seu helicóptero ser abatido, com Okafor sendo atingido por um projétil explosivo e explodindo. A pessoa que os atacou então mata os outros soldados um por um depois que eles saem do helicóptero até chegar até Rick. Ela tira o capacete e percebe que é Rick, então tira a máscara, revelando ser Michonne, que se reencontra com Rick pela primeira vez em anos. |                                  |                       |                                                                                        |                         |                     |
| 2 | "Gone" "(Perdida)"               | Bert & Bertie         | Nana Nkweti & Channing Powell                                                          | 3 de março de 2024      | 0.880               |
| Seis anos após a suposta morte de Rick, Michonne ajuda Aiden e Bailey a se reunirem com sua enorme caravana, recusando o convite de se juntar a eles com desgosto às regras da caravana e determinada a encontrar Rick rapidamente e, então, voltar para seus filhos. Ela solicita a eles um cavalo para ajudá-la a continuar procurando-o. Aiden, Bailey e seu amigo Nat equipam Michonne para sua jornada e mais tarde vêm em seu auxílio contra uma gigantesca horda de zumbis, tendo sido inspirados por Michonne a fugir junto com dezenas de outros membros da caravana. O grupo concorda em ajudar Michonne em sua busca, mas o CRM os ataca com gás cloro, matando todos exceto Michonne e Nat, que são forçados a passar pelo menos um ano se recuperando dos danos causados aos seus pulmões e gargantas. Seguindo para o local mencionado no diário de bordo do barco que encontrou com os pertences de Rick, Michonne e Nat encontram uma zona segura abandonada e dezenas de corpos queimados. Nat convence Michonne a voltar para Alexandria, mantendo a fé de que Rick ainda está vivo. No caminho de volta, os dois avistam um helicóptero CRM e o atacam usando os explosivos de Nat em retaliação pela morte de seus amigos, resultando no reencontro de Michonne e Rick, que estava no helicóptero. Nat é morto por um soldado sobrevivente do CRM, e Rick ajuda Michonne a criar uma história falsa para o CRM, prometendo que eles escaparão de lá juntos. No entanto, Rick é confrontado por Jadis, que reconheceu Michonne e o ameaça se eles tentarem escapar, enquanto Michonne deseja derrubar o CRM, apesar dos avisos de Rick de que eles nunca voltarão para casa se tentarem.                                                                                |                                  |                       |                                                                                        |                         |                     |
| 3 | "Bye" "(Tchau)"                  | Michael Slovis        | Gabriel Llanas & Matthew Negrete                                                       | 10 de março de 2024     | 0.905               |
| Em um flashback, Jadis aborda Rick no Millenium Park, dentro do CRM, e explica o acordo de seu pessoal com o CRM e sua intenção de se juntar a eles. No entanto, Rick só está interessado em escapar. Depois de retornar à base, Rick pede a ajuda de Thorne para conseguir colocar Michonne no programa de consignação, mas Jadis avisa que se Rick e Michonne escaparem, ela terá que matar todos que ele ama por segurança. Rick tenta ajudar Michonne a escapar sozinha, mas ela se recusa a ir sem ele. Durante um tour no Millenium Park, Michonne conhece o artista que fez os desenhos nos celulares de Rick e fica com esperança novamente. Depois de receber o Echelon Briefing - a revelação de todos os segredos do CRM - e uma promoção, Thorne fica mais determinada do que nunca a seguir os passos de Okafor, recorrendo relutantemente à ajuda de Michonne. Quando Michonne não a obedece durante a missão, Thorne quase a mata, e Rick termina o relacionamento com Michonne prometendo manda-la embora sozinha, na tentativa de protegê-la. No entanto, Michonne se joga de um helicóptero no ar levando Rick consigo em uma ousada fuga durante a viagem de volta. |                                  |                       |                                                                                        |                         |                     |
| 4 | "What We" "(O Que Nós)"          | Michael Slovis        | Danai Gurira                                                                           | 17 de março de 2024     | 0.876               |
| Após pular do helicóptero, Rick e Michonne caem em um rio nos arredores de uma comunidade de inovadores formada após o início do apocalipse e que ainda tem energia elétrica e aparelhos eletrônicos. No entanto, esta comunidade falhou em algum momento, com os moradores provavelmente morrendo de fome e deixando-a invadida por zumbis. Michonne, então, começa a tentar convencer Rick a voltar para casa com ela, revelando que eles têm um filho juntos chamado Rick Jr. No entanto, Rick ainda se recusa a voltar, dizendo a ela que Jadis matará todos que eles conhecem se eles escaparem. Eles descobrem que o helicóptero em que estavam caiu durante a tempestade, dando-lhes a oportunidade perfeita para escapar, já que o CRM acreditará que eles estão mortos, mas Rick continua dizendo que não irá para casa com ela com a intenção de completar a missão de Okafor de reformar o CRM em algo melhor. Michonne então decide deixar Rick para trás, com Rick indo atrás dela logo em seguida. Um helicóptero do CRM bombardeia os destroços para destruir qualquer evidência da existência do CRM, prendendo Rick e Michonne em um prédio em ruínas cheio de zumbis. Rick e Michonne se reconectam e fazem sexo. Depois disso, Michonne tem uma conversa com Rick, fazendo com que ele admita que não consegue mais ver o rosto de Carl devido a seus traumas e que tem medo de estar com Michonne de novo, pois Rick não sobreviveria perdê-la novamente. Depois que Michonne dá a Rick um iPhone com o retrato de Carl desenhado nele, ela convence Rick a ir para casa com ela. Rick e Michonne escapam quando o prédio que estavam entra em colapso e pegam um dos veículos híbridos da comunidade que tem etanol suficiente para levá-los para casa em Alexandria. |                                  |                       |                                                                                        |                         |                     |
| 5 | "Become" "(Tornamos)"            | Michael E. Satrazemis | Gabriel Llanas & Matthew Negrete                                                       | 24 de março de 2024     | 0.815               |
| Em flashbacks, Jadis – que usa seu nome verdadeiro Anne – visita Gabriel uma vez por ano, admitindo para ele que, embora se dedique à missão do CRM, ela está em conflito sobre até onde o CRM vai. Gabriel insiste que Anne ainda é uma boa pessoa. No presente, fazendo uma parada para descansar a caminho de Alexandria, Rick e Michonne encontram e lutam contra uma família de bandidos e passam a noite no Parque Nacional de Yellowstone, onde Jadis, tendo deduzido que eles sobreviveram, os encontra. Jadis tenta matá-los sem sucesso e quase morre. Ela foge e o casal vai atrás dela em uma perseguição de carro. Jadis então pede ajuda dos bandidos, com Rick e Michonne sendo incapazes de matar Jadis devido ao seu dossiê que ameaça a segurança de Alexandria. Jadis revela que Rick estava prestes a receber o Echelon Briefing e subir de ranking no CRM e chega a um acordo onde Rick retornará ao CRM enquanto Michonne pode ir para casa, mas eles enganam um ao outro e Jadis é mordida no pescoço por um zumbi. Decidindo morrer como Anne e não como Jadis, ela diz onde encontrar o dossiê na Base de Cascadia e dá a Rick uma aliança de casamento que Gabriel encontrou para ele. Rick, então, atira em Anne. Rick dá a aliança de casamento para Michonne e eles trocam votos. Ele e Michonne então decidem pegar o helicóptero de Jadis e retornar ao CRM para encontrar o dossiê e detê-los de uma vez por todas. Percebendo que Anne está morta depois de ela não comparecer ao encontro anual, Gabriel faz uma lápide improvisada para ela. |                                  |                       |                                                                                        |                         |                     |
| 6 | "The Last Time" "(A Última Vez)" | Michael E. Satrazemis | Scott M. Gimple & Channing Powell                                                      | 31 de março de 2024     | 0.852               |
| Rick e Michonne retornam à Base de Cascadia, onde Michonne entra furtivamente, encontra e destrói o dossiê de Jadis antes de participar de um briefing para os Frontliners, onde Michonne descobre que o CRM pretende sequestrar crianças selecionadas de Portland antes de destruir a cidade com gás cloro. Rick recebe o Echelon Briefing no qual Beale o informa a verdade sobre a destruição de Omaha e da Colônia Campus e o próximo ataque a Portland. Beale revela que, acreditando que a humanidade tem apenas catorze anos restantes, o CRM vai declarar lei marcial na República Cívica e destruir comunidades sobreviventes em todo o mundo, vasculhando os seus recursos para garantir a sua própria sobrevivência. Rick mata Beale com a espada dele. Rick e Michonne preparam uma bomba com gás cloro antes de serem confrontados por Thorne, que deduziu a verdade sobre a identidade de Michonne. Michonne é forçada a matar Thorne e a bomba e o gás matam o Comando da Força CRM e todos os Frontliners. Com as atrocidades do CRM expostas, o governo civil assume e reforma o CRM para ajudar outros sobreviventes, ao mesmo tempo que permite que pessoas agora possam sair e entrar na cidade. Rick e Michonne voltam para casa e finalmente se reencontram com seus filhos, Judith e R.J. |                                  |                       |                                                                                        |                         |                     |

## Produção

### Desenvolvimento
Em 2018, após sua saída da série principal The Walking Dead, foi anunciado que Andrew Lincoln estrelaria uma trilogia de filmes com foco em Rick Grimes para a AMC. Scott M. Gimple foi escalado para escrever os roteiros, com produção prevista para começar em 2019.
Em 2019, um teaser trailer foi revelado, confirmando que a trilogia seria lançada nos cinemas distribuída pela Universal Pictures. O criador dos quadrinhos The Walking Dead, Robert Kirkman, estaria "fortemente" envolvido com a trilogia.
A trilogia de filmes foi transformada em uma minissérie composta por seis episódios, anunciada de surpresa em julho de 2022 por Scott M. Gimple, Andrew Lincoln e Danai Gurira na San Diego Comic-Con 2022. Lincoln e Gurira assinaram para reprisar seus respectivos papéis da série de televisão. Foi intitulada The Walking Dead: Rick & Michonne em abril de 2023. Em julho de 2023, o título foi alterado para The Walking Dead: The Ones Who Live.

### Roteiro
A série foi criada por Gimple, Gurira e Lincoln. Contendo episódios escritos por Gimple e Gurira e com Gimple atuando como showrunner. A série foi introduzida pelo episódio final da série The Walking Dead, intitulado "Rest in Peace", que apresentou o retorno de Rick e Michonne.

### Filmagens
As filmagem principal começou em 15 de fevereiro de 2023 e foi concluída em 29 de maio de 2023, em Nova Jersey sob o título provisório Summit.. A filmagem adicional e ADR seriam retomados durante a greve de 2023 do SAG-AFTRA devido a um acordo entre a AMC e o SAG-AFTRA.

## Lançamento
A série teve sua estreia nos Estados Unidos em 25 de fevereiro de 2024 na AMC e AMC+. No Brasil, estreou no catálogo do Prime Video em 19 de abril de 2024, e exibida pelo canal pago AMC Brasil as segundas-feiras, a partir de 22 de abril de 2024.

## Recepção
O site de agregação de críticas Rotten Tomatoes relatou que 88% dos 54 críticos deram uma crítica positiva a The Walking Dead: The Ones Who Live. O consenso dos críticos do site é: "Um spinoff de Walking Dead que equilibra o passado e o presente sem economizar no escopo do blockbuster, The Ones Who Live é um deleite consistente para fãs de longa data."

## Prêmios e indicações
| Prêmio                       | Categoria                                                                      | Indicação                           | Notas    |
| ---------------------------- | ------------------------------------------------------------------------------ | ----------------------------------- | -------- |
| Black Reel Awards            | Melhor Roteiro, Série Dramática                                                | Danai Gurira por "What We"          | Indicado |
| Astra TV Awards              | Melhor Atriz Coadjuvante em Rede de Transmissão ou A Cabo em Série Dramática   | Lesley-Ann Brandt                   | Indicado |
| Saturn Awards                | Melhor Apresentação de Televisão                                               | The Walking Dead: The Ones Who Live | Venceu   |
| Saturn Awards                | Melhor Ator de Televisão                                                       | Andrew Lincoln                      | Indicado |
| Saturn Awards                | Melhor Atriz de Televisão                                                      | Danai Gurira                        | Indicado |
| Saturn Awards                | Melhor Ator Convidado de Televisão                                             | Matthew Jeffers                     | Indicado |
| Saturn Awards                | Melhor Atriz Coadjuvante de Televisão                                          | Pollyanna McIntosh                  | Indicado |
| Critics' Choice Super Awards | Melhor Atriz em Série de Super-Heróis, Série Limitada ou Filme feito para a TV | Danai Gurira                        | Pendente |